# Ивачев Долишний
Ивачев Долишний (укр. Івачів Долішній) — село в Белецкой сельской общине Тернопольского района Тернопольской области Украины.
Население по переписи 2001 года составляло 505 человек. Почтовый индекс — 47704. Телефонный код — 352.

## История
С 1946 по 1991 года село носило название Нижний Иванов.